# Shorea hopeifolia
Espèce
Synonymes
- Cotylelobium hopeifolium F.Heim (basionyme)[2],[3]
- Hopea albescens Ridl.[2]
- Hopea heimiana Brandis[2],[3]
- Shorea kalunti Merr.[2]

Statut de conservation UICN

 CR A1cd : 
En danger critique
Shorea hopeifolia est une espèce de plantes du genre Shorea de la famille des Dipterocarpaceae.